# Лагунов Євген Олександрович
Євге́н Олекса́ндрович Лагуно́в  (рос. Евгений Александрович Лагунов, 14 грудня 1985) — російський плавець, олімпійський медаліст.

## Виступи на Олімпіадах
| Олімпіада   | Дисципліна                            | Місце |
| ----------- | ------------------------------------- | ----- |
| Афіни 2004  | естафета 4 × 100 вільним стилем       | 4T    |
| Пекін 2008  | плавання на 50 метрів вільним стилем  | 21    |
| Пекін 2008  | плавання на 100 метрів вільним стилем | 18    |
| Пекін 2008  | естафета 4 × 100 вільним стилем       | 9     |
| Пекін 2008  | естафета 4 × 200 вільним стилем       | 2     |
| Пекін 2008  | комплексна естафета 4 × 100           | 4     |
| Лондон 2012 | естафета 4 × 100 вільним стилем       | 3     |
| Лондон 2012 | естафета 4 × 200 вільним стилем       | 10    |